# Drets del col·lectiu LGBT a l'Àfrica

Matrimoni
Unions civils
Registre cohabitacional
Reconeixement de matrimonis homosexuals realitzats en altres estats a l'interior del país
Sense unions civils
Restriccions a la llibertat d'expressió i associació
Penalitzada de iure, però no aplicada de facto.
Pena de presó
Cadena perpètua
Pena de mort

Aquest és un article sobre la situació dels drets del col·lectiu LGBT a Àfrica. Amb l'excepció de Sud-àfrica, els drets de lesbianes, homosexuals, bisexuals i transsexuals l'Àfrica són molt limitats en comparació amb moltes altres àrees del món.

Càstig per relacions sexuals entre homes a Àfrica

Legalitat del Matrimoni homosexual a Àfrica

Legalitat de les relacions sexuals entre homes a Àfrica

Legalitat de les relacions sexuals entre dones a Àfrica

L'homosexualitat es troba a tot el continent africà. Dels 55 estats reconeguts per la Nacions Unides o la Unió Africana o ambdues, la International Lesbian, Gay, Bisexual, Trans and Intersex Association va declarar que en 2015 l'homosexualitat era prohibida en 34 estats africans. Human Rights Watch assenyala que dos altres països, Benín i la República Centreafricana, no prohibeixen homosexualitat, però tenen certes lleis que s'apliquen de manera diferent a individus heterosexuals i homosexuals.
L'activitat homosexual entre adults mai no ha estat penalitzada a Burkina Faso, República Centreafricana, Congo, Costa d'Ivori, República Democràtica del Congo, Djibouti, Guinea Bissau, Gabon, Madagascar, Mali, Níger i Ruanda.
Des de 2011, alguns països desenvolupats han estat considerant o implementant lleis que limiten o prohibeixen el suport del pressupost general a països que restringeixen els drets de les persones LGBT. Malgrat això, molts països africans s'han negat a considerar augmentar els drets al col·lectiu LGBT, i en alguns casos ha redactat lleis per augmentar les sancions contra persones LGBT. Alguns líders africans afirmen que va ser portada al continent d'altres parts del món. No obstant això, la majoria de beques i investigacions demostren que l'homosexualitat ha estat durant molt de temps part de diverses cultures africanes.
Al Sudan, sud de Somàlia i nord de Nigèria, l'homosexualitat és punible amb la mort. A els Uganda, Tanzània i Sierra Leone, els delinqüents poden rebre presó perpetua per actes homosexuals. A més de criminalitzar l'homosexualitat, Nigèria ha promulgat una legislació que il·legalitzaria els membres heterosexuals de la família, aliats i amics que donin suport a les persones LGBT. Segons la llei nigeriana, un aliat heterosexual "que administra, és testimoni, encoratja o ajuda" qualsevol forma d'incongruència de gènere i activitat homosexual podria rebre una pena de presó de 10 anys.
Sud-àfrica té les actituds més liberals cap als gais i lesbianes, amb una constitució que garanteix els drets de gais i lesbianes i ha legalitzat el matrimoni homosexual. Tanmateix, la violència i la discriminació social contra els LGBT sud-africans encara està molt estesa, alimentada per diverses figures religioses i polítiques. Els territoris sota administració espanyola i francesa també permeten matrimonis homosexuals.
Els turistes gais i lesbianes a Àfrica han d'usar la discreció. Les manifestacions públiques d'afecte en general s'han d'evitar, consells que s'apliquen tant a les parelles homosexuals com heterosexuals. L'estat africà més favorable als gais és Cap Verd com es descriu al documental Tchindas.

## Història de l'homosexualitat a l'Àfrica

### Història antiga

#### Egipte
Encara no està clara quina és la visió exacta dels antics egipcis sobre l'homosexualitat. Qualsevol document i literatura que realment contingui històries sexuals, mai designa la naturalesa de les accions sexuals, sinó que utilitza paràfrasis estilitzades i florejades. Els documents antics egipcis mai diuen clarament que les relacions entre persones del mateix sexe es veien com a reprovables o menyspreables. Cap document egipci antic esmenta que els actes homosexuals fossin sancionats. Per tant, l'avaluació directa continua sent problemàtica.

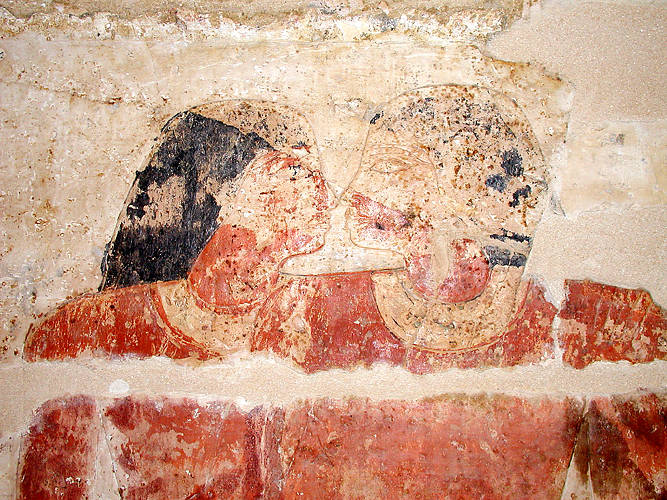
Nyankh-khnum i Khnum-hotep petonejant-se.

El cas més conegut de possible homosexualitat a l'antic Egipte és el dels dos alts funcionaris Nyankh-Khnum i Khnum-hotep. Tots dos homes van viure i van servir sota el faraó Niuserre durant la V Dinastia (c. 2494-2345 aC). Nyankh-Khnum i Khnum-hotep tenien famílies pròpies amb fills i dones, però quan van morir, les seves famílies van decidir enterrar-los junts a la mateixa mastaba. En aquesta mastaba, diverses pintures representen que els dos homes s'abracen entre si i toquen les seves cares de nas al nas. Aquestes representacions deixen molt espai per a l'especulació, ja que a l'antic Egipte, el fregar-se els nassos normalment representava un petó.
Els egiptòlegs i historiadors no estan d'acord sobre com interpretar les pintures de Nyankh-khnum i Khnum-hotep. Alguns estudiosos creuen que les pintures reflecteixen un exemple d'homosexualitat entre dos homes casats i demostren que els antics egipcis acceptaven les relacions entre homosexuals. Altres estudiosos no estan d'acord i interpreten les escenes com a evidències que Nyankh-khnum i Khnum-hotep eren besson, fins i tot possiblement siamesos. No importa quina interpretació sigui correcta, les pintures demostren com a mínim que Nyankh-khnum i Khnum-hotep han d'haver estat molt a prop l'un de l'altre tant en la vida com en la mort.
Es va dir de l'emperador romà Constantí I el Gran del segle iv diu que havia exterminat una gran quantitat de "sacerdots efeminats" a Alexandria.

#### Àfrica meridional
També s'ha trobat evidències d'homosexualitat en pintures rupestres de fa 2000 anys al sud d'Àfrica que representen homes que tenen relacions sexuals amb altres homes.

### Història moderna

#### Àfrica septentrional
El nord d'Àfrica va contenir algunes de les tradicions més visibles i ben documentades de l'homosexualitat al món, especialment durant el període del govern dels mamelucs. La poesia àrab que va sorgir de societats cosmopolites i alfabetitzades freqüentment va descriure els plaers de les relacions pederastes. Hi ha relats de nens cristians enviats des d'Europa per convertir-se en treballadors sexuals a Egipte. Al Caire, els homes transvestits anomenats "khawal" entretenien a l'audiència amb cançó i ball (potencialment d'origen pre-islàmic).
L'oasi de Siwa a Egipte era descrit per alguns viatgers de principis del segle XX com un lloc on les relacions sexuals entre persones del mateix sexe eren molt comunes. Un grup de guerrers en aquesta àrea eren coneguts per pagar dots inverses als homes més joves; una pràctica prohibida als anys quaranta.
Siegfried Frederick Nadel va escriure sobre les tribus nuba al Sudan en la dècada de 1930. Va assenyalar que entre els otoro, un dels grups ètnics, existia un rol especial travesti segons el qual els homes es vestien i actuaven com a dones. El transvestisme homosexual també existia als pobles moru, nyima i tira, i s'han registrat matrimonis de Korongo londo i Mesakin tubele per l'excreix d'una cabra. A les tribus Korongo i Mesakin, Nadel va reportar una renúncia comú entre els homes a abandonar el plaer de la vida masculina de campament per les cadenes d'establiment permanent.

#### Àfrica Oriental
S'ha informat de l'homosexualitat no conforme al gènere, no vinculada al culte de la possessió, en diverses societats d'Àfrica Oriental. A l'Àfrica oriental pre-colonial hi ha hagut exemples de sacerdots masculins en religions tradicionals que es vesteixen de dones. Needham va descriure un paper de lideratge religiós anomenat "mugawe" entre els merus i kikuyus de Kenya, que incloïa roba i pentinat femení. Mugawe are frequently homosexual, and sometimes are formally married to a man.
Aquests homes eren coneguts com a "ikihindu" entre els pobles hutus i tutsis de Burundi i Ruanda. Un paper similar era jugat per alguns homes Mashoga de parla suahili, qui sovint prenen noms de dones i cuinaven i netejaven pels seus marits.
Bryk (1964) va informar dels pederastes Kikuyu actius (és a dir, insertors) anomenat onek, i també va esmentar "solters homosexuals" entre els pastors nandis i maragolis (Wanga). El nandi, així com els maasai, de vegades, es vestien com a dones durant les cerimònies d'iniciació.
Entre els maales del sud d'Etiòpia, Donald Donham va documentar que "una petita minoria [d'homes] adoptaven papers femenins. Anomenats "temps de cendra", aquests homes (biològics) disfressats de dones, realitzaven tasques femenines, per a les seves pròpies cases, i aparentment tenien relacions sexuals amb els homes". També eren protegits pel rei. També a Etiòpia Bieber va trobar l'"uranisme" entre els semítics hararis i va assenyalar que la sodomia no és aliena als harari. Tot i que no tan comunament, també passa entre els galla i somalis. També va assenyalar la masturbació mútua per part de tots els sexes i totes les edats per a tots tres pobles i va especificar que, entre els harari, "l'uranisme" es practicava amb freqüència entre homes adults i nois. Més recentment, Gamst va informar relacions homosexuals entre els pastors cuixítics Qemant (Kemant) del centre d'Etiòpia. Entre els pagesos amhares Messing va trobar (més acceptats) transvestits masculins, que eren considerats com "errors de Déu". Els Wändarwäräd (literalment, "home-dona") amb característiques sexuals masculines visibles, però popularment es creia que l'estructura era defectuosa.
A Uganda, els papers religiosos per als homes transvestits (sacerdots homosexuals) es trobaven històricament entre els bunyoro. De la mateixa manera, el regne de Buganda (part de l'actual Uganda) va institucionalitzar certes formes de relacions homosexuals. Els joves servien a les corts reials i proporcionaven serveis sexuals per a visitants i elits. El Rei Mwanga executar aquest patges quan es van convertir al cristianisme i es van negar a exercir els seus deures assignats (els "màrtirs d'Uganda". El poble teso d'Uganda també té una categoria d'homes que es vesteixen de dona.

#### Àfrica Occidental
A l'Àfrica occidental hi ha una extensa prova històrica de l'homosexualitat. Durant els segles xviii i xix, els tribunals aixanti (actualment Ghana) homes esclaus servien de concubines. Es vestien com a dones i morien quan moria el seu amo. Al regne de Dahomey, els eunucs eren coneguts com a esposes reials i jugaven un paper important a la cort.
Els dagaaba que vivien a Burkina Faso, creien que els homes homosexuals podien fer de mitjancers entre el món dels esperits i el món dels humans.

#### Àfrica meridional
Escrivint al segle xix sobre l'àrea de l'actual sud-oest de Zimbabwe, David Livingstone va afirmar que la monopolització de dones pels caps majors era essencialment responsable de la "immoralitat" practicada pels homes més joves. Smith i Dale esmentaren un home de parla ila que vestia com una dona, feia les tasques de les dones, vivia i dormia entre dones, però no amb dones. L'etiqueta Ila "mwaami" es va traduir com a "profeta". També van esmentar que la pederàstia no era rara "sinó que vera considerada perillosa a causa del risc que el nen quedaria embarassat".
La revisió d'Epprecht de 250 casos judicials de 1892 a 1923 va trobar casos des dels inicis dels registres. Els cinc casos de 1892 van implicar únicament africans negres. Una defensa va al·legar que la "sodomia" era part del "costum" local. En un cas, un cap va ser convocat per declarar sobre les penes habituals i va informar que la sanció era una multa d'una vaca, que era inferior a la pena per adulteri. Durant tot el període, Epprecht va trobar l'equilibri d'acusats en blancs i negres proporcionalment a la població. Tanmateix, observa només el que assenyalava l'atenció dels tribunals, la majoria de les relacions consensuades en privat no foren necessàriament notícia. Alguns casos van ser interposats per parelles que havien estat abandonades o que no havien rebut una indemnització promesa de la seva antiga parella sexual. I tot i que la norma era que el mascle més jove es quedés supí i no mostrés cap mena de gaudi, menys encara que esperés qualsevol tipus de mutualitat sexual, Epprecht va trobar un cas en el qual un parell de mascles negres havien aturat la seva relació sexual per por a l'embaràs, però un volia reprendre els torns de penetrar-se entre si.

## Legislació per país i territori

### Àfrica septentrional
| Drets LGBT a:                                                           | Activitat homosexual | Reconeixement d'unions homosexuals    | Matrimoni homosexual                   | Adopció per parelles homosexuals                        | Permissió als LGBT de servir obertament a l'exèrcit | Lleis antidiscriminació per orientació sexual | Lleis relatives a la identitat / expressió de gènere                   |
| ----------------------------------------------------------------------- | --- | ------------------------------------- | -------------------------------------- | ------------------------------------------------------- | --------------------------------------------------- | --------------------------------------------- | ---------------------------------------------------------------------- |
| Algèria                                                                 | Il·legal des de 1966 Pena: Multa i fins a 2 anys de presó. | No                                    | No                                     | No                                                      | No                                                  | No                                            | No                                                                     |
| Illes Canàries · (Comunitat autònoma d'Espanya)                         | Legal des de 1979 + UN decl. sign. | Unions de De facto legals des de 2003 | Legal since 2005                       | Legal des de 2005 (+reconeixement coparental automàtic) | Espanya responsable de defensa                      | prohibició de qualsevol discriminació antigai | Des de 2007, tots els documents es poden modificar al gènere reconegut |
| Ceuta (Ciutat autònoma d'Espanya)                                       | Legal des de 1979 + UN decl. sign. | Unions de facto des de 1998           | Legal des de 2005                      | Legal des de 2005                                       | Espanya responsable de defensa                      | prohibició de qualsevol discriminació antigai | Des de 2007, tots els documents es poden modificar al gènere reconegut |
| Egipte                                                                  | Masculí de facto il·legal des de 2000 Pena: Fins a 17 anys de presó amb o sense treball forçat i amb o sense multes sota lleis de moralitat àmpliament escrites Femení incert. | No                                    | No                                     | No                                                      | No                                                  | No                                            | No                                                                     |
| Líbia                                                                   | Il·legal des de 1953 | No                                    | No                                     | No                                                      | No                                                  | No                                            | No                                                                     |
| Madeira · (Regió autònoma de Portugal)                                  | Legal des de 1983 + UN decl. sign. | Unió de facto des de 2001             | Legal des de 2010                      | Legal des de 2016 (+reconeixement coparental automàtic) | Yes                                                 | Prohibeix qualsevol discriminació antigai.    | Des de 2011 tots els documents es poden modificar al gènere reconegut. |
| Melilla (Ciutat autònoma d'Espanya)                                     | Legal des de 1979 + UN decl. sign. | Unió De facto des de 2008             | Legal des de 2005                      | Legal des de 2005                                       | Espanya responsable de defensa                      | prohibició de qualsevol discriminació antigai | Since 2007, tots els documents es poden modificar al gènere reconegut  |
| Marroc · (Incloses Províncies Meridionals)                              | Il·legal des de 1962 Pena: Fins a 3 anys de presó. | No                                    | No                                     | No                                                      |                                                     | No                                            | No                                                                     |
| República Àrab Saharaui Democràtica · (Excloses Províncies Meridionals) | Il·legal des de 1944 (com a part del Sàhara Espanyol) Pena: Fins a 3 anys de presó                                                                                             | No                                    | No                                     | No                                                      | No                                                  | No                                            | No                                                                     |
| Sudan del Sud                                                           | Il·legal des de 1899 (com a Sudan Angloegipci) Pena: Fins a 10 anys de presó.                                                                                                  | No                                    | Prohibició Constitucional des de 2011. | No                                                      | No                                                  | No                                            | No                                                                     |
| Sudan                                                                   | Il·legal since 1899 (com a Sudan Angloegipci) Pena: Pena de mort per tercera infracció per als homes i quarta infracció per a dones.                                           | No                                    | No                                     | No                                                      | No                                                  | No                                            | No                                                                     |
| Tunísia                                                                 | Il·legal des de 1913 (com a Protectorat francès de Tunísia) Pena: 3 anys de presó.                                                                                             | No                                    | No                                     | No                                                      |                                                     | No                                            | No                                                                     |

### Àfrica Occidental
| Drets LGBT a: | Activitat homosexual | Reconeixement d'unions homosexuals | Matrimoni homosexual                   | Adopció per parelles homosexuals | Permissió als LGBT de servir obertament a l'exèrcit | Lleis antidiscriminació per orientació sexual | Lleis relatives a la identitat / expressió de gènere |
| ------------- | --- | ---------------------------------- | -------------------------------------- | -------------------------------- | --------------------------------------------------- | --------------------------------------------- | ---------------------------------------------------- |
| Benín         | Legal (No existeixen lleis contra l'activitat homosexual al país). (Discrepància en l'edat de consentiment) | No                                 | No                                     | No                               |                                                     | No                                            |                                                      |
| Burkina Faso  | Legal (No existeixen lleis contra l'activitat homosexual al país). | No                                 | Prohibició constitucional des de 1991. | No                               |                                                     | No                                            |                                                      |
| Cap Verd      | Legal des de 2004 + UN decl. sign. | No                                 | No                                     | No                               |                                                     | Prohibició legal de la discriminació antigai. |                                                      |
| Gàmbia        | Il·legal des de 1888 (com a Colònia i protectorat de Gàmbia) Pena: Fins a cadena perpètua. | No                                 | No                                     | No                               | No                                                  | No                                            | No                                                   |
| Ghana         | Masculí Il·legal des de 1860 (com a Costa d'Or) Pena: 10 anys de presó o més Femení sempre legal. | No                                 | No                                     | No                               |                                                     | No                                            | No                                                   |
| Guinea        | Il·legal des de 1988 Pena: 6 mesos a 3 anys de presó. | No                                 | No                                     | No                               |                                                     | No                                            | No                                                   |
| Guinea Bissau | Legal des de 1993 + UN decl. sign. | No                                 | No                                     | No                               |                                                     | No                                            |                                                      |
| Costa d'Ivori | Legal (No existeixen lleis contra l'activitat homosexual). (Discrepància de l'edat de consentiment) | No                                 | No                                     | No                               |                                                     | No                                            |                                                      |
| Libèria       | Il·legal des de 1976 Pena: 1 any de presó. | No                                 | No                                     | No                               |                                                     | No                                            | No                                                   |
| Mali          | Legal (No existeixen lleis contra l'activitat homosexual). | No                                 | No                                     | No                               |                                                     | No                                            |                                                      |
| Mauritània    | Il·legal des de 1983 Pena: mort per lapidació | No                                 | No                                     | No                               | No                                                  | No                                            | No                                                   |
| Níger         | Legal (No existeixen lleis contra l'activitat homosexual). (Discrepància de l'edat de consentiment) | No                                 | No                                     | No                               |                                                     | No                                            |                                                      |
| Nigèria       | Il·legal sota la llei federal des de 1901 (as Nigèria del Nord i Protectorat de Nigèria del Sud) Pena: Fins a 14 anys de presó Il·legal als estats de Bauchi, Borno, Gombe, Jigawa, Kaduna, Kano, Katsina, Kebbi, Niger, Sokoto, Yobe, i Zamfara Pena: Pena de mort pels homes. Assotament i/o empresonament per dones. | No                                 | No                                     | No                               |                                                     | No                                            | No                                                   |
| Senegal       | Il·legal des de 1966 Pena: 1 a 5 anys de presó. | No                                 | No                                     | No                               |                                                     | No                                            | No                                                   |
| Sierra Leone  | Masculí Il·legal des de 1861 (com a Colònia i protectorat de Sierra Leone) Pena: Fins a cadena perpètua (No aplicat) Femení sempre legal + UN decl. sign. | No                                 | No                                     | No                               |                                                     | No                                            | No                                                   |
| Togo          | Il·legal des de 1884 (com a Protectorat alemany de Togo) Pena: Multa i 3 anys de presó. | No                                 | No                                     | No                               |                                                     | No                                            | No                                                   |

### Àfrica Central
| Drets LGBT a:                                                                     | Activitat homosexual                                                                                 | Reconeixement d'unions homosexuals | Matrimoni homosexual                   | Adopció per parelles homosexuals | Permissió als LGBT de servir obertament a l'exèrcit | Lleis antidiscriminació per orientació sexual             | Lleis relatives a la identitat / expressió de gènere |
| --------------------------------------------------------------------------------- | --- | ---------------------------------- | -------------------------------------- | -------------------------------- | --------------------------------------------------- | --------------------------------------------------------- | ---------------------------------------------------- |
| Camerun                                                                           | Il·legal des de 1972 Pena: Multa fins a 5 anys de presó.                                             | No                                 | No                                     | No                               |                                                     | No                                                        | No                                                   |
| República Centreafricana                                                          | Legal (No existeixen lleis contra l'activitat homosexual al país). + UN decl. sign.                  | No                                 | Prohibició constitucional des de 2016. | No                               |                                                     | No                                                        |                                                      |
| Txad                                                                              | Il·legal des de 2017 Pena: 3 mesos a 2 anys de presó.                                                | No                                 | No                                     | No                               |                                                     | No                                                        |                                                      |
| República Democràtica del Congo                                                   | Legal (No existeixen lleis contra l'activitat homosexual al país).                                   | No                                 | Prohibició constitucional des de 2005. | No                               |                                                     | No                                                        |                                                      |
| Guinea Equatorial                                                                 | Legal des de 1968.                                                                                   | No                                 | No                                     | No                               |                                                     | No                                                        |                                                      |
| Gabon                                                                             | Legal (No existeixen lleis contra l'activitat homosexual al país) + UN decl. sign.                   | No                                 | No                                     | No                               |                                                     | No                                                        |                                                      |
| República del Congo                                                               | Legal (No existeixen lleis contra l'activitat homosexual al país). (Edat de consentiment discrepant) | No                                 | No                                     | No                               |                                                     | No                                                        |                                                      |
| Santa Helena, Ascensió i Tristan da Cunha · (Territori d'ultramar del Regne Unit) | Legal des de 2001 + UN decl. sign.                                                                   | Legal des de 2017                  | Legal des de 2017                      | Legal des de 2017                | des de 2000. UK responsable de defensa.             | Prohibició constitucional de tota discriminació anti-gai. | des de 2013.                                         |
| São Tomé i Príncipe                                                               | Legal des de 2012 + UN decl. sign.                                                                   | No                                 | No                                     | No                               |                                                     | No                                                        |                                                      |

### Àfrica Sud-oriental
| Drets LGBT a: | Activitat homosexual                                                                               | Reconeixement d'unions homosexuals | Matrimoni homosexual                   | Adopció per parelles homosexuals | Permissió als LGBT de servir obertament a l'exèrcit | Lleis antidiscriminació per orientació sexual | Lleis relatives a la identitat / expressió de gènere |
| ------------- | -------------------------------------------------------------------------------------------------- | ---------------------------------- | -------------------------------------- | -------------------------------- | --------------------------------------------------- | --------------------------------------------- | ---------------------------------------------------- |
| Burundi       | Il·legal des de 2009 Pena: 3 mesos a 2 anys de presó.                                              | No                                 | Prohibició constitucional des de 2005. | No                               |                                                     | No                                            | No                                                   |
| Kenya         | Il·legal des de 1897 (com a Àfrica Oriental Britànica) Pena: fins a 14 anys de presó.              | No                                 | Prohibició constitucional des de 2010. | No                               | No                                                  | No                                            | No                                                   |
| Ruanda        | Legal des de 1980 + UN decl. sign.                                                                 | No                                 | Prohibició constitucional des de 2003. | No                               |                                                     | No                                            |                                                      |
| Tanzania      | Il·legal des de 1864 (només a Zanzibar) Il·legal des de 1899 Pena: fins a cadena perpètua.         | No                                 | No                                     | No                               |                                                     | No                                            | No                                                   |
| Uganda        | Masculí il·legal des de 1894 Pena: fins a cadena perpètua o execució per vigilants. Femení incert. | No                                 | Prohibició constitucional des de 2005. | No                               | No                                                  | No                                            | No                                                   |

### Banya d'Àfrica
| Drets LGBT a: | Activitat homosexual                                                                        | Reconeixement d'unions homosexuals | Matrimoni homosexual | Adopció per parelles homosexuals | Permissió als LGBT de servir obertament a l'exèrcit | Lleis antidiscriminació per orientació sexual | Lleis relatives a la identitat / expressió de gènere |
| ------------- | ------------------------------------------------------------------------------------------- | ---------------------------------- | -------------------- | -------------------------------- | --------------------------------------------------- | --------------------------------------------- | ---------------------------------------------------- |
| Djibouti      | Legal (No hi ha hagut mai lleis contra l'activitat homosexual al país).                     | No                                 | No                   | No                               |                                                     | No                                            |                                                      |
| Eritrea       | Il·legal des de 1957 (com a part de l'Estat Federat d'Eritrea) Pena: Fins a 3 anys de presó | No                                 | No                   | No                               |                                                     | No                                            | No                                                   |
| Etiòpia       | Il·legal Pena: 10 anys de presó o més                                                       | No                                 | No                   | No                               |                                                     | No                                            | No                                                   |
| Somàlia       | Il·legal des de 1962 Pena: Fins a la mort                                                   | No                                 | No                   | No                               | No                                                  | No                                            | No                                                   |
| Somaliland    | Il·legal Pena: Fins a la mort                                                               | No                                 | No                   | No                               | No                                                  | No                                            | No                                                   |

### Estats de l'Oceà Índic
| Drets LGBT a:                                                              | Activitat homosexual | Reconeixement d'unions homosexuals            | Matrimoni homosexual                          | Adopció per parelles homosexuals | Permissió als LGBT de servir obertament a l'exèrcit | Lleis antidiscriminació per orientació sexual | Lleis relatives a la identitat / expressió de gènere                                        |
| -------------------------------------------------------------------------- | --- | --------------------------------------------- | --------------------------------------------- | -------------------------------- | --------------------------------------------------- | --------------------------------------------- | ------------------------------------------------------------------------------------------- |
| Territori Britànic de l'Oceà Índic (territori d'ultramar del Regne Unit)   | Legal des de 2001 + UN decl. sign.                                                                                            | des de 2014, només personal militar britànic. | des de 2014, només personal militar britànic. |                                  | des de 2000. UK responsable de defensa.             |                                               |                                                                                             |
| Comores                                                                    | Il·legal des de 1982 Pena: 5 anys de presó & fines                                                                            | No                                            | No                                            | No                               |                                                     | No                                            | No                                                                                          |
| Terres Australs i Antàrtiques Franceses · (Territori d'ultramar de França) | Legal (Mai ha hagut lleis contra l'activitat homosexual al departament).                                                      | Pacte civil de solidaritat des de 1999        | Legal des de 2013                             | Legal des de 2013                | Yes                                                 | Prohibeix tota discriminació antigai          | Sota llei francesa des de 2017, es va abolir l'esterilització per a la transició de gènere. |
| Madagascar                                                                 | Legal (No hi ha hagut mai lleis contra l'activitat homosexual al país). (Diferent edat de consentiment)                       | No                                            | No                                            | No                               |                                                     | No                                            |                                                                                             |
| Maurici                                                                    | Masculí Il·legal des de 1838 (com a part British Mauritius) Pena: fins a 5 anys de presó Female always legal + UN decl. sign. | No                                            | No                                            | No                               |                                                     | Prohibeix alguna discriminació anti-gai       |                                                                                             |
| Mayotte (Territori d'Ultramar França)                                      | Legal (Mai ha hagut lleis contra l'activitat homosexual al departament).                                                      | Pacte civil de solidaritat des de 1999        | Legal des de 2013                             | Legal des de 2013                | Yes                                                 | Prohibeix tota discriminació antigai          | Sota llei francesa des de 2017, es va abolir l'esterilització per a la transició de gènere. |
| Réunion · (Territori d'Ultramar França)                                    | Legal des de 1791 | Pacte civil de solidaritat des de 1999        | Legal des de 2013                             | Legal des de 2013                | Yes                                                 | Prohibeix tota discriminació antigai          | Sota llei francesa des de 2017, es va abolir l'esterilització per a la transició de gènere. |
| Seychelles                                                                 | Legal des de 2016 + UN decl. sign.                                                                                            | No                                            | No                                            | No                               |                                                     | Prohibeix tota discriminació antigai          |                                                                                             |

### Àfrica Meridional
| Drets LGBT a: | Activitat homosexual | Reconeixement d'unions homosexuals                                                              | Matrimoni homosexual                  | Adopció per parelles homosexuals | Permissió als LGBT de servir obertament a l'exèrcit | Lleis antidiscriminació per orientació sexual | Lleis relatives a la identitat / expressió de gènere |
| ------------- | --- | ----------------------------------------------------------------------------------------------- | ------------------------------------- | -------------------------------- | --------------------------------------------------- | --------------------------------------------- | --- |
| Angola        | De facto il·legal des de 1886 (com a part de l'Àfrica Occidental Portuguesa) Pena: Multes, restriccions o treball penal (No aplicat) (descriminalització pendent) | No                                                                                              | No                                    | No                               |                                                     | Prohibeix alguna discriminació antigai        | No |
| Botswana      | il·legal des de 1885 (com a part del Protectorat de Betxuanalàndia) Pena: Multa fins a 7 anys de presó (No aplicat)                                               | No                                                                                              | No                                    | No                               |                                                     | Prohibeix alguna discriminació antigai        | S'ha permès el canvi de nom i gènere legal des del 2017. Es necessita un permís judicial.                                                                        |
| Lesotho       | Masculí legal des de 2012 Femení sempre legal | No                                                                                              | No                                    | No                               |                                                     | No                                            | |
| Malawi        | il·legal des de 1891 (com a part del Protectorat de Niassalàndia Pena: fins a 14 anys de presó & fuetejament (llei suspesa d'ús des de 2012)                      | No                                                                                              | No                                    | No                               |                                                     | No                                            | No |
| Moçambic      | Legal des de 2015 | No                                                                                              | No                                    | No                               | No                                                  | Prohibeix alguna discriminació antigai        | |
| Namíbia       | Masculí il·legal des de 1920 (com a part de l'Àfrica del Sud-oest; No aplicat) Femení sempre legal                                                                | No                                                                                              | No                                    | No                               |                                                     | No                                            | No |
| Sud-àfrica    | Masculí legal des de 1998 Femení sempre legal + UN decl. sign. | Reconeixement limitat de parelles sense registrar des de 1998; casament homosexual des de 2006. | Legal des de 2006                     | Legal des de 2002                | des de 1998                                         | Prohibeix tota discriminació antigai          | Les lleis contra la discriminació s'interpreten per incloure la identitat de gènere; wl gènere legal pot ser modificat després del tractament quirúrgic o mèdic. |
| Swazilàndia   | Maleasculí il·legal des de 1880 Femení sempre legal | No                                                                                              | No                                    | No                               |                                                     | No                                            | No |
| Zàmbia        | il·legal des de 1911 (com a part de la Companyia Britànica de l'Àfrica del Sud) Pena: fins 14 anys de presó                                                       | No                                                                                              | No                                    | No                               |                                                     | No                                            | No |
| Zimbàbue      | Masculí il·legal des de 1891 (com a part de la Companyia Britànica de l'Àfrica del Sud) Femení legal                                                              | No                                                                                              | Prohibició constitucional des de 2013 | No                               |                                                     | No                                            | No |

## Visions dels líders africans sobre l'homosexualitat
L'antic president de Zimbàbue, Robert Mugabe, ha estat intransigent en la seva oposició als drets del col·lectiu LGBT a Zimbàbue. El setembre del 1995, el parlament de Zimbabwe va introduir una llei que prohibia els actes homosexuals. En 1997 un tribunal va trobar Canaan Banana, l'antecessor de Mugabe i primer president de Zimbàabue, culpable d'11 càrrecs de sodomia i assalt indecent. Ja s'ha referit a les persones LGBT com que són "pitjor que els gossos i els porcs".
A Gàmbia, l'antic President Yahya Jammeh va dirigir la crida a una legislació que fes una llei contra els homosexuals que seria "més estricta que els de l'Iran" i que "tallaria el cap" de qualsevol persona gai o lesbiana descoberta al país. Els informes de notícies indiquen que el seu govern tenia la intenció d'executar a tots els homosexuals del país. En el discurs de Tallinding, Jammeh va donar un "últim ultimàtum" per a qualsevol gais o lesbianes a Gàmbia que abandonessin el país. En un discurs davant les Nacions Unides el 27 de setembre de 2013, Jammeh va dir que "[h] l'omosexualitat en totes les seves formes i manifestacions que, tot i que són molt dolentes, antihumanes i anti-Al·là, estan sent promogudes com a dret humà per alguns poders", i que els que ho fan "volen posar fi a l'existència humana". En 2014 Jammehva cridar als homosexuals "alimanyes" dient que "lluitarem contra aquestes alimanyes anomenades homosexuals o gais de la mateixa manera que lluitem contra els mosquits que provoquen la malària, si no més agressivament". També va atacar la gent LGBT dient que "pel que fa a mi, la gent LGBT només pot ser usada en la lluita contra la lepra, gonorrea, bacteris i tuberculosi; que són perjudicials per a l'existència humana". L'any 2015, en desafiament a les crítiques occidentals, Jammeh va intensificar la seva retòrica anti-gai, explicant a una multitud durant una gira agrícola: "Si em deixeu [a Gàmbia], tallaré la gola, si ets home i vols casar-te amb un altre home d'aquest país i us atraparem, ningú no us tornarà a veure, i cap persona blanca no pot fer res al respecte."
A Uganda, hi ha hagut recents esforços per instituir la pena de mort per a l'homosexualitat. El diari britànic The Guardian va informar que el President Yoweri Museveni "semblava afegir el seu suport" a l'esforç legislatiu, entre altres coses, afirmant que "els homosexuals europeus estan reclutant a l'Àfrica", i que les relacions homosexuals anaven contra la voluntat de Déu".
Abune Paulos, el difunt Patriarca de l'antiga Església ortodoxa etíop, que té una forta influència en l'Etiòpia cristiana, va afirmar que l'homosexualitat és un comportament semblant a un animal que ha de ser castigat
En 2016 Txad va a aprovar una llei que criminalitza la sodomia, que anteriorment havia estat legal. Al contrari, alguns estats africans com Lesotho, São Tomé i Príncipe, Moçambic, i les Seychelles han abolit les lleis de sodomia en els últims anys. El nou codi penal d'Angola abolirà les lleis de sodomia del país, que ja no s'apliquen.

## Recent avanç legal
El 2007, es va aprovar la Llei del treball de Moçambic, número 23, establint els drets dels empleats sobre la privadesa, la no discriminació i la igualtat de salaris pel que fa a l'orientació sexual i l'estat del VIH/SIDA. A més, el 2014, Moçambic va descriminalitzar l'homosexualitat en el seu nou codi penal, convertint-lo en l'últim país africà en fer legal les relacions entre persones del mateix sexe. El nou codi penal va entrar en vigor el juny de 2015.